# Tentoonstellingsraad voor Bouwkunst en Verwante Kunsten
Het doel van de Tentoonstellingsraad voor Bouwkunst en Verwante Kunsten was het organiseren van driejaarlijkse tentoonstellingen op het gebied van bouwkunst en verwante kunsten, beurtelings in Amsterdam en Rotterdam. Tevens wilde men in het buitenland tentoonstellingen organiseren. Een exacte oprichtingsdatum van de Tentoonstellingsraad is niet bekend. Het eerste document dat met dit orgaan in verband kan worden gebracht dateert van 1 april 1920.. Op 25 mei 1920 werd de eerste vergadering gehouden van de "voorlopige commissie uit de samenwerkende verenigingen" over "plannen tot het houden van Periodieke Tentoonstellingen". In 1955 werd de Tentoonstellingsraad opgeheven, maar al sinds het begin van de oorlog was ze niet meer actief.

## Architectuurtentoonstellingen in Nederland
Architectuurtentoonstellingen zijn in Nederland halverwege de 19de eeuw ontstaan. Het was het gevolg van de toenemende professionalisering van het architectenvak. Drijvende krachten hierachter waren de bouwkundige vereniging Maatschappij tot Bevordering der Bouwkunst en het Genootschap Architectura et Amicitia. Zij ontdekten al snel de propagandistische en educatieve waarde van tentoonstellingen. Door de opkomst van grote, internationale exposities tegen het einde van de 19de eeuw ontstond de behoefte aan een centraal geleide, ‘representatieve Nederlandse afvaardiging’. Rond 1920 werd daarom de ‘Tentoonstellingsraad voor Bouwkunst en verwante kunsten’ opgericht. Ze had tot doel tentoonstellingen te organiseren ‘ter bevordering van de bloei der kunsten’. Afgevaardigden van verschillende verenigingen op het gebied van bouwkunst, decoratieve-, ambachts- en nijverheidskunsten hadden zitting in de raad. 

## Samenstelling
Bij de oprichting bestond de Tentoonstellingsraad uit de BNA, Architectura et Amicitia, de VANK, de Kring van Beeldhouwers en Opbouw. Op 31 oktober 1927 trad Opbouw uit, waarschijnlijk omdat men zich bekeerd had tot het Nieuwe Bouwen en de Tentoonstellingsraad te behoudend vond. Tussen januari en juni 1938 traden twee nieuwe verenigingen toe: de Algemene Katholieke 
Kunstenaarsvereniging AKKV en het progressieve De 8.

## Fotocollectie
In de jaren 1925-1935 werd een fotocollectie aangelegd die het werk van de fine fleur van de Nederlandse architectuur presenteerde. De collectie werd gebruikt voor talloze tentoonstellingen, zoals de Wereldtentoonstellingen in Parijs (1925) en Brussel (1935). De foto’s van de Raad waren bedoeld om een ideaalbeeld te scheppen: ze benadrukken de artistieke en esthetische verschijningsvorm van architectuur.

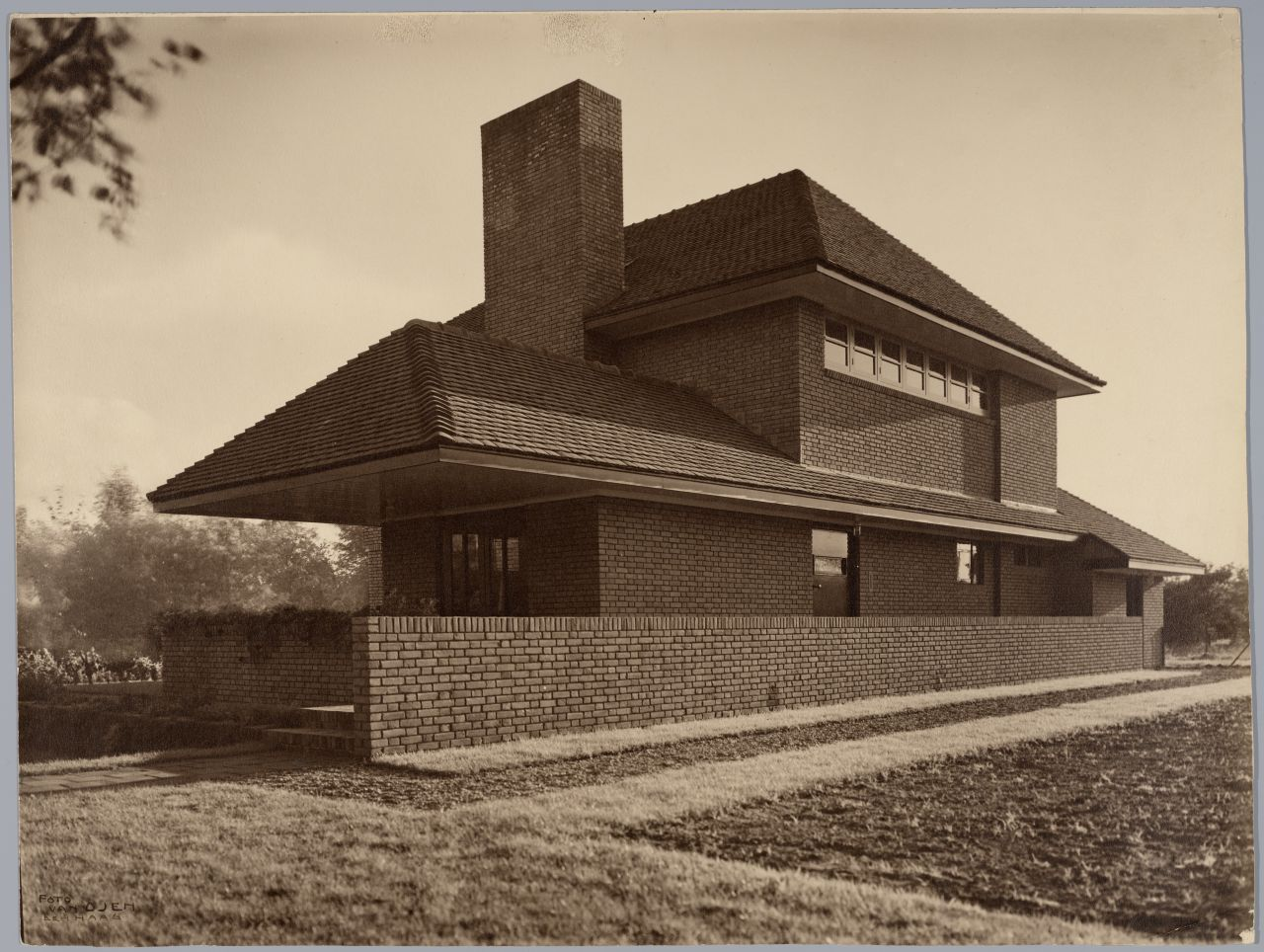
Landhuis De Luifel, Wassenaar, 1924. Architect: H. Wouda
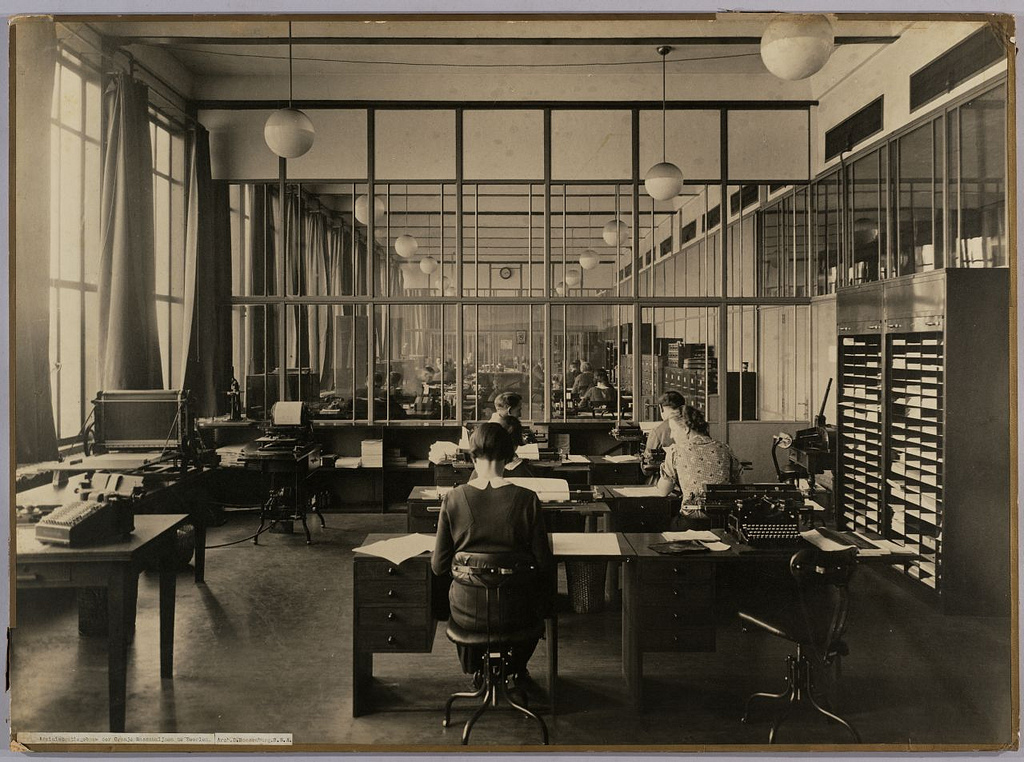
Kantoorgebouw Oranje Nassau Mijnen, Heerlen, 1931. Architect: D. Roosenburg
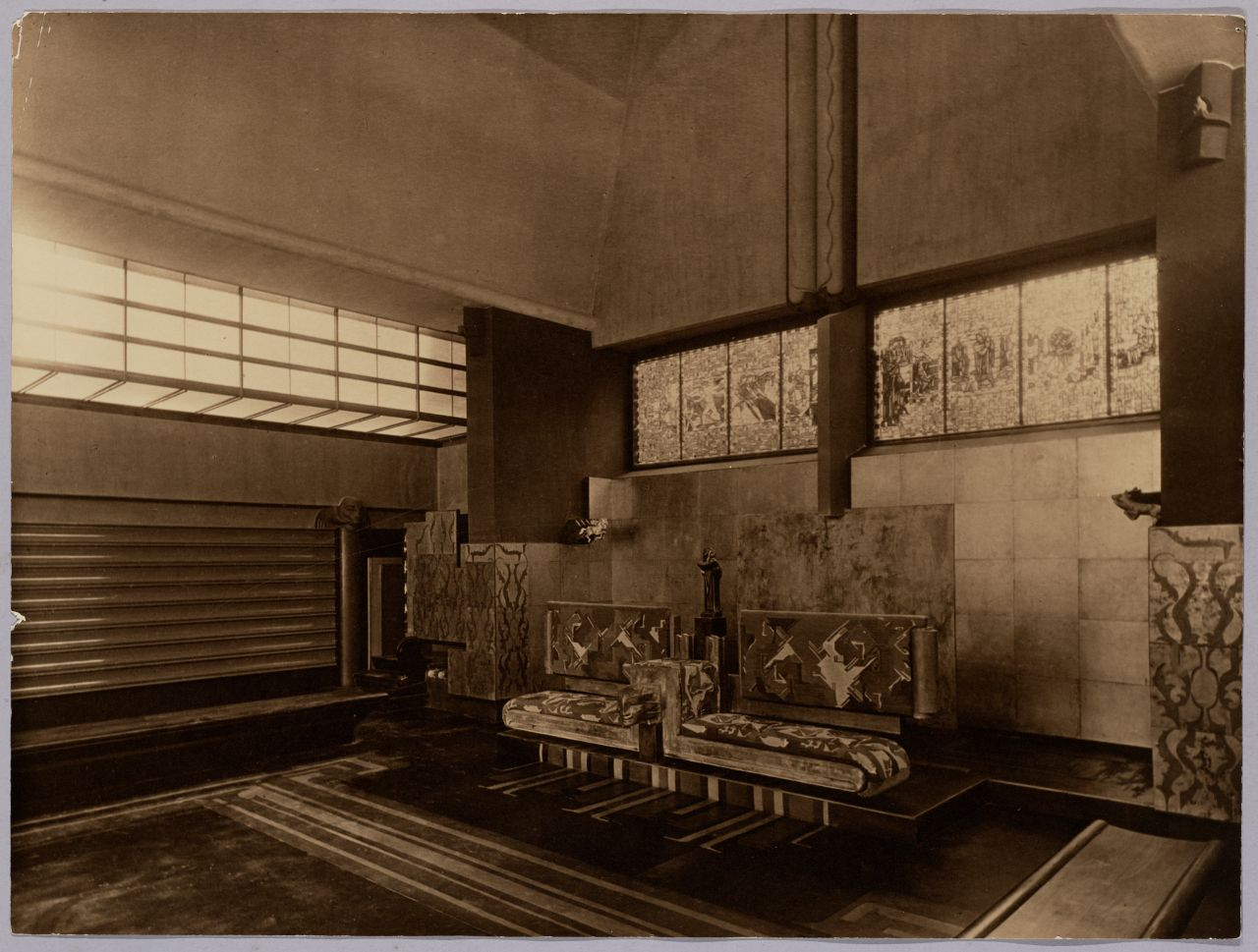
Interieur Nederlands Paviljoen "Exposition des Arts Décoratifs et Industriels Modernes", Parijs, 1925. Architect / ontwerper: J.F. Staal.